# Tadatoshi Fujimaki
Tadatoshi Fujimaki (藤巻忠俊?, Fujimaki Tadatoshi; Tokyo, 9 giugno 1982) è un fumettista giapponese, noto per il suo manga Kuroko's Basket, pubblicato su Weekly Shōnen Jump.

## Biografia
Dopo aver partecipato a diversi concorsi quali il Jump Manga Rookie Award e il GEKISHIN! Contest, nel 2007 Fujimaki riesce a far pubblicare un one-shot di Kuroko's Basket sulla rivista Jump the Revolution! della Shūeisha. Nel gennaio 2009 la sua opera ottiene una serializzazione sulla rivista Weekly Shōnen Jump e, a partire dal 2011, viene prodotto un adattamento animato ispirato ad essa.
Sulla lista della Nikkei Entertainment dei mangaka di maggior successo, si è classificato 25º. Inoltre, anche se non è un personaggio di Kuroko's Basket, è arrivato 15º nel primo e 16° nel secondo sondaggio dei personaggi.
Il 16 ottobre 2013, lettere di minacce sono state inviate a Fujimaki ed alle scuole superiori e nei college affiliati con lui. Le lettere portavano il messaggio "Se non la smetti il manga parodia, riceverai del solfuro di idrogeno", accompagnate da sostanze in polvere sconosciute. Il 16 dicembre l'autore delle missive è stato infine arrestato e ha confessato di aver agito a causa dell'invidia del successo dell'autore.

## Opere
- Kuroko's Basket (2008-2014)
- Kuroko's Basket - Extra Game (2014-2016)
- Kuroko's Basket - Replace Plus (2015-2018)
- Robot × Laserbeam (2017-2018)
- Kill Ao (2023-in corso)